# THE★RED STAR
THE★RED STAR（ざ・れっどすたー）は、うめだ花月で誕生したお笑い芸人のパンクバンド。
名前の由来はリーダー池山がファンであり尊敬する阪神タイガースの赤星憲広の愛称レッドスターからで、そのためメンバー全員の名前に赤が付く。
メンバーの多くは学生時代バンド経験者だが竹若だけ一切経験なく小学校の頃少しピアノを習っていたのみである。

## メンバー
- 池山心：池山赤心（しましまんず）ギター担当
- 竹若元博：竹若赤博（バッファロー吾郎）キーボード担当
- 鈴木つかさ：鈴木つかさ赤（元ザ・プラン9）ドラム担当
- 高井俊彦：高井俊赤（ランディーズ）ボーカル担当
- 町田星児：町田えん児（ヘッドライト）ベース担当

## 曲
- 1st

マンホール
僕のおめがね（独特の手のフリがある）
赤い星（赤星憲広応援歌）
リアルブッダ
the Earth
高井
寝ます（KBS京都他「笑激!!よしもとライブ」EDテーマ曲）
- 2nd（ベース募集中!!）

ジャージ
ツイてない契約社員の憂鬱
逆風〜街ver.〜
くらげ
- 3rd（青とU・F・O～消えた契約社員～）

青
UFO
夜ごとフレンズ
- 4th（扇町の怪人）

タオルいります〜It`s crazy time〜（タオルを振り回すフリがある）
泣き寝入り
- 5th（バニ★ラスカイ）

鎧
捨てる紙　拾う紙
手ぶらでいい
CAT
- 6th（394.2kcal）

Yes Manの唄
It will be fine tomorrow

## TV
- 笑激!!よしもとライブ(2007年2月21日放送)…2007年1月25日に開催されたライブを放送。

## ライブ
- 池山バンドジャンボリー〜THE☆RED STAR 炎の結成〜（2005年11月26日）うめだ花月（大阪）
- 池山バンドジャンボリー 〜THE★RED STAR 宿敵現る!?〜（2006年6月30日）うめだ花月（大阪）
- 池山バンドジャンボリーTHE★RED　STAR〜怒涛の2回公演（和田あり）〜 （2007年1月25日）うめだ花月（大阪）
- 池山バンドジャンボリーTHE☆RED　STAR〜怒涛の2回公演（和田なし）〜 （2007年1月25日）うめだ花月（大阪）
  - ゲスト：デーモン木部(ビッキーズ木部)、シャンプーハット小出水、ジャリズム渡辺、りあるキッズ長田、ムーディ勝山、かっこ田つけ男（土肥ポン太）、後藤秀樹、横木ジョージ
- THE★RED STAR 池山バンドジャンボリー〜クワトロ デンデケデケデケ〜（2007年3月15日）心斎橋クラブクアトロ（大阪）
  - ゲスト：くまライオン（くまだまさし・大西ライオン）、青空 岡、ジャルジャル、ムーディ勝山(ムーディ勝山はTHE★RED STARによるロック調の演奏をバックに「右から来たものを左へ受け流すの歌」を歌い上げた。激しい演奏にも負けない歌声に、バンドメンバーからも賛美の声が上がるほどだった。
- THE★RED STAR　WINTER SONIC 07〜高井の喉は万全です〜（2007年11月9日）うめだ花月（大阪）
- THE☆RED STAR　WINTER SONIC 07〜高井の喉は不安です〜（2007年11月9日）うめだ花月（大阪）
- 池山バンドジャンボリー〜梅田夜音〜（2008年10月03日）うめだ花月（大阪）